# ТЕЦ „Пловдив Север“
ТЕЦ „Пловдив Север“ е топлофикационна електроцентрала в Пловдив, България. Собственост е на „ЕВН България Топлофикация“, част от групата ЕВН.
Централата използва главно природен газ. Капацитетът ѝ за производство на електроенергия е 105 MW, а на топлинна енергия – 462 MW.
Пусната е в експлоатация през 1970 година с два парогенератора и един турбоагрегат, доставени от Чехословакия, които към 2018 година са спрени. През 1976 година и през 1995 – 1997 година са пуснати по още един парогенератор и парен турбоагрегат. През 2011 година е изграден допълнителен котел-утилизатор с парна и газова турбина.